# DR PK 8

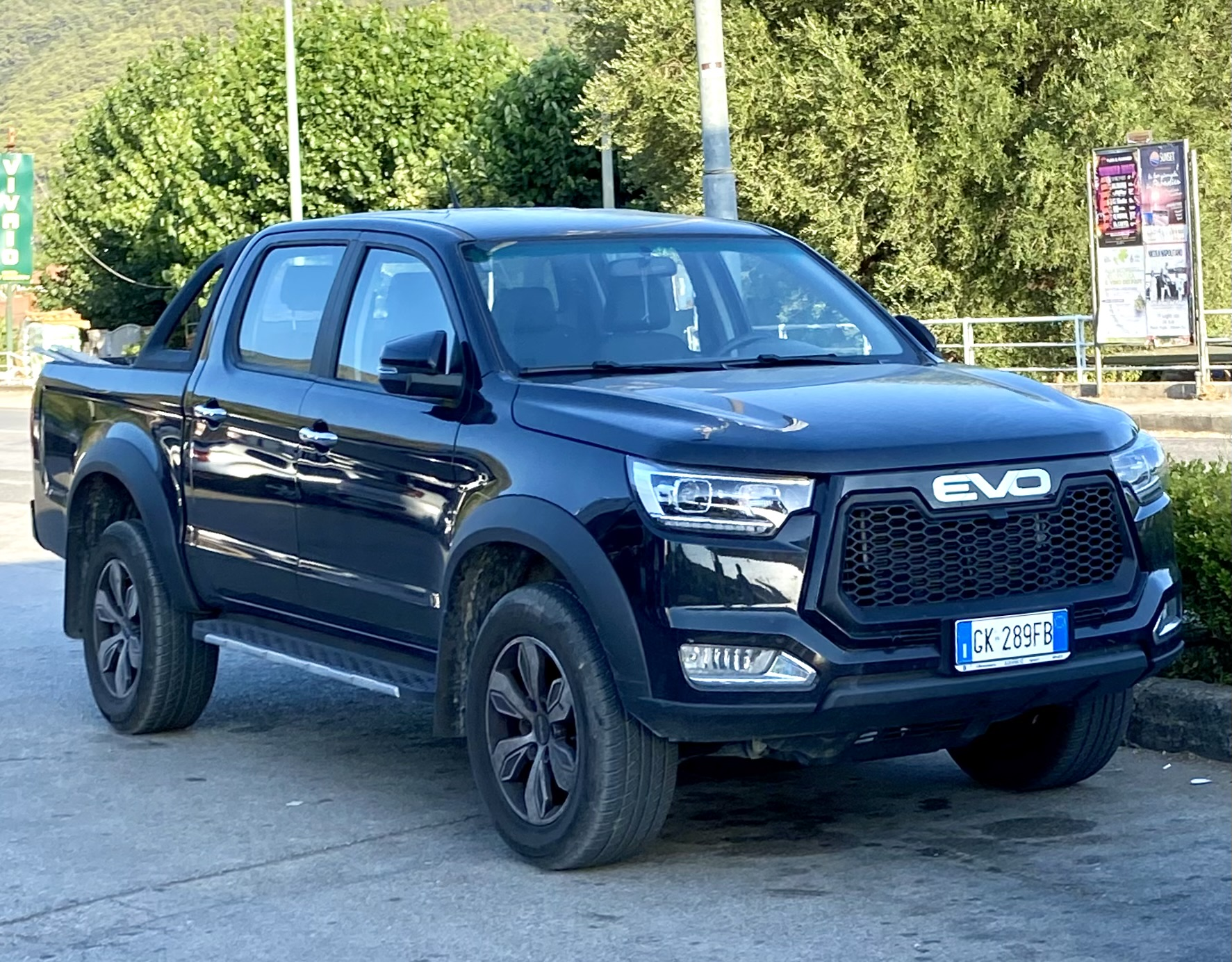
EVO Cross 4

Der DR PK 8 ist ein Pick-up des italienischen Automobilherstellers DR Automobiles.

## Geschichte

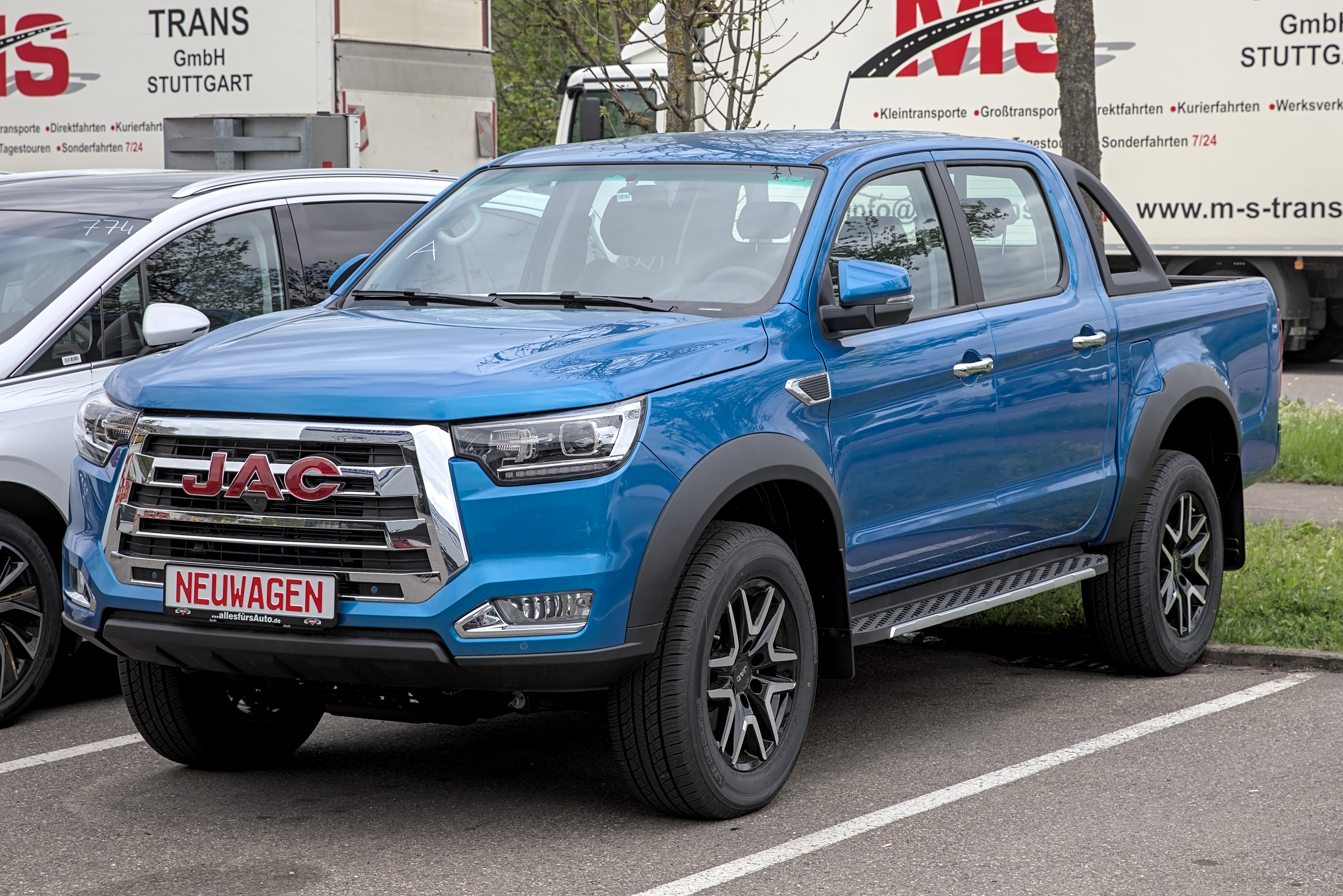
JAC T8

Der Wagen basiert auf dem chinesischen T8 von Anhui Jianghuai Automobile. Er wird seit April 2023 in Italien, Spanien und Bulgarien verkauft. Als Konkurrenzmodell gilt beispielsweise der Ford Ranger. Der etwas günstigere EVO Cross 4, der 2022 vorgestellt wurde, ist eng mit dem DR PK 8 verwandt.

## Technische Daten
Der DR PK 8 ist 5,32 m lang, 1,83 m breit und 1,82 m hoch. Die Ladefläche des ausschließlich mit Doppelkabine erhältlichen Fahrzeugs hat eine quadratische Grundfläche von 2,31 m². Das Leergewicht liegt bei 2040 kg, die maximale Zuladung beträgt 830 kg.
Angetrieben wird der Pick-up von einem 100 kW (136 PS) starken Zweiliter-Dieselmotor. Auf 100 km/h beschleunigt der Fünfsitzer in 11,5 Sekunden, die Höchstgeschwindigkeit gibt DR Automobiles mit 150 km/h an. Der Böschungswinkel liegt vorn bei 31 Grad und hinten bei 24 Grad.
|                                             | DR PK 8                |
| Bauzeitraum                                 | seit 04/2023           |
| Motorkenndaten                              |                        |
| Motortyp                                    | R4-Dieselmotor         |
| Hubraum                                     | 1999 cm³               |
| max. Leistung bei min−1                     | 100 kW (136 PS) / 3600 |
| max. Drehmoment bei min−1                   | 320 Nm / 1600–2600     |
| Kraftübertragung                            |                        |
| Antrieb, serienmäßig                        | Allradantrieb          |
| Antrieb, optional                           | —                      |
| Getriebe, serienmäßig                       | 6-Gang-Schaltgetriebe  |
| Getriebe, optional                          | —                      |
| Messwerte                                   |                        |
| Höchstgeschwindigkeit                       | 150 km/h               |
| Beschleunigung, 0–100 km/h                  | 11,5 s                 |
| Tankinhalt                                  | 76 l                   |
| Kraftstoffverbrauch auf 100 km (kombiniert) | 11,0 l Super           |
| CO2-Emissionen (kombiniert)                 | 288 g/km               |
| Abgasnorm                                   | Euro 6d                |